# 久留美村
久留美村（くるみむら）は、兵庫県美嚢郡にかつて存在した村である。

## 概要

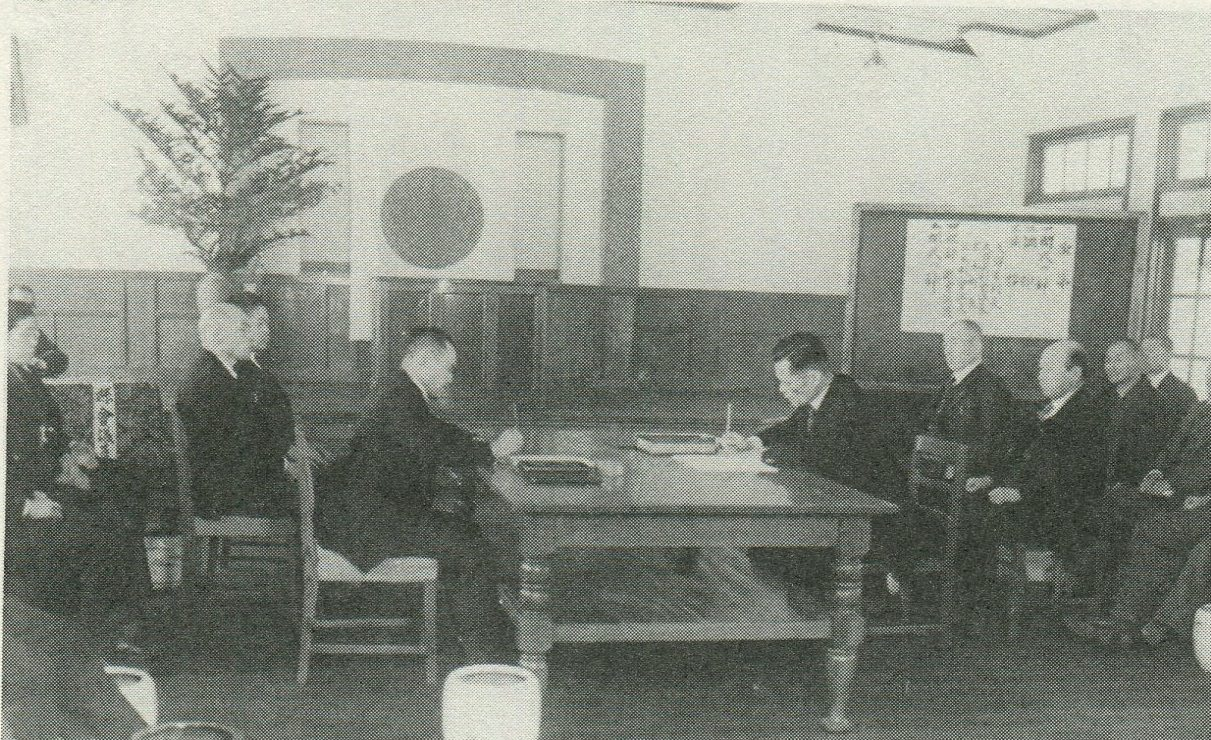
三木町との合併調印式

播磨平野に位置し、美嚢川と志染川が合流する村である。

## 歴史
- 1889年（明治22年）4月1日] - 町村制施行に伴い美嚢郡鳥町村・大村・平田村・加佐村・跡部村・久留美村・平井村・長屋村・宿原村・与呂木村が合併し久留美村が発足。
- 1951年（昭和26年）3月15日 - 三木町に編入される。

## 地域

### 大字
- 宿原
- 与呂木
- 平井
- 久留美
- 長屋
- 跡部
- 加佐
- 平田
- 大村
- 鳥町

## 教育
- 久留美村立平田小学校
- 久留美村立久留美中学校

## 交通

### 鉄道
- 神戸電鉄粟生線
  - 大村駅